# Marilù Eustachio
Marilù Eustachio (Merano, 15 agosto 1934 – Roma, 5 novembre 2024) è stata un'artista italiana.

## Biografia
Pur avendo scelto la pittura come mezzo privilegiato d'espressione, Marilù Eustachio creò opere che riunivano una doppia vocazione: quella letteraria e quella relativa alle arti figurative.. 
I suoi taccuini ad esempio, realizzati fin dall'infanzia, sono concepiti da Eustachio come un processo che permette di "fare un libro a mano, che si può arricchire con immagini e con scritti, con note e trascrizioni". Secondo lo storico dell'arte Peter Weiermair, Susan Sontag ha definito l'opera della Eustachio come "un raccogliere, accumulare, costruire e lasciar tracce".
Marilù Eustachio si cimentò anche con la fotografia, concentrandosi su nature morte e oggetti trovati.
Sue opere sono presenti nelle collezioni della Galleria Civica di Modena e del Museion di Bolzano.

## Mostre

### Mostre personali
- 2013 Roma, Galleria la Nuova Pesa, Di luogo in luogo. Trasferimenti
- 2013 Roma, Sala della Crociera della Biblioteca di Archeologia e Storia dell'Arte, Inchiostri e Acquarelli
- 2010 Roma, Galleria la Nuova Pesa, L'angelo del visibile
- 2010 Roma, Biblioteca di Archeologia e Storia dell'Arte, Marilù Eustachio
- 2009 Bergamo, Galleria Ceribelli, Presenze, assenze
- 2006 Roma, Biblioteca Casanatense, Taccuini
- 2005 Roma, Galleria Luxardo, Immagini sorprese
- 2005 Bologna, Galleria d'Arte Moderna, Il Labirinto del Tempo
- 2004 Cosenza, Vertigo, Centro Internazionale per la Cultura e le Arti Visive, Colori Sviati
- 2003 Roma, Galleria Giulia, Il Presente, il passato. Trasmutazioni
- 2003 Roma, Studio Angeletti
- 2001 Roma. Galleria A.A.M. Architettura Arte Moderna, Marilù Eustachio- Renato Mambor. Corrispondenze
- 2000 Roma, Galleria il Narciso
- 2000 Bolzano, Galleria Spatia
- 2000 Bolzano, Hotel Greif, Stanza 103
- 1999 Roma, Galleria Giulia, Sembianze
- 1997 Bolzano, Galleria Spatia
- 1995 Tampa (Florida, USA), Berghoff-Cowdcn Gallery
- 1995 Spoleto (PG), Palazzo Racani-Arroni, Galleria Comunale d'Arte Moderna, Marilù Eustachio 1994- 1995
- 1994 Roma, Centro Culturale Virginia Woolf Gruppo B, Fogli Funamboli
- 1994 Roma, Studio Peter Flaccus, Minima
- 1994 Bolzano, Galleria Spatia
- 1994 Roma, Galleria la Nuova Pesa, Teste paesaggi fiori
- 1993 Roma, Società Lunare
- 1991 Roma, Galleria Eralov, Doppio Monologo
- 1990 Mirano (VE), Barchessa di Villa XXV Aprile
- 1990 Roma, Galleria Carlo Virgilio
- 1990 Torino, Galleria Campus
- 1987 Roma, Galleria Ex- Libris, Intorno al tempo
- 1986 Capri. Certosa di Capri
- 1984 Roma. Galleria Giulia, Marilù Eustachio. Olii e pastelli 1985-1986
- 1984 Como, Galleria Pantha Arte
- 1984 Cagliari. Galleria Arte Ducharnp
- 1984 Mantova. Galleria il Chiodo
- 1983 Galleria Spatia, Tema und Variation
- 1982 Milano, Galleria Ariete Grafica
- 1982 Roma, Galleria Giulia, Portraits
- 1981 Bolzano. Galleria Spatia, Diario per immagini
- 1981 Roma, Galleria Grafica dei Greci
- 1980 Bolzano, Galleria Spatia
- 1979 Milano, Galleria dell'Ariete, Eustachio
- 1978 Bari, Galleria Centrosei
- 1977 Roma, Galleria il Collezionista
- 1977 Bolzano, Galleria il Sole, Eustachio
- 1975 Milano, Galleria Ariete Grafica
- 1974 Bologna, Galleria Durer
- 1973 Brescia, Galleria Fant Cagni, Eustachio
- 1972 Roma. Galleria Aldina, Maria Luisa Eustachio immagini 72
- 1969 Roma. Galleria il Torcoliere, M. L. Eustachio
- 1968 Livorno. Galleria il Minotauro, Eustachio
- 1968 Milano, Galleria l'Agrifoglio,  Eustachio
- 1968 Roma. Galleria il Girasole, Eustachio
- 1966 Roma, Galleria il Girasole, Eustachio
- 1965 Roma, Galleria il Terzo Mondo

### Mostre collettive
- 2012 Roma. La Nuova Pesa Centro per l'Arte Contemporanea, Cronache di un amore. Un esercizio d 'incontro tra opera e testo
- 2012 Roma. La Nuova Pesa Centro per l'Arte Contemporanea, Ripartire dalla musica per superare il terremoto
- 2012 Roma, La Nuova Pesa Centro per l'Arte Contemporanea, A piedi scalzi
- 2012 Roma, Galleria Incontro d'Arte, 2
- 2012 Roma, Palazzetto Art Gallery, Invito a palazzetto n. 1
- 2012 Roma, Monserratoarte900, Dedicato ad Ivan
- 2011 Roma, palazzetto Art Gallery, Il segno 'Italia
- 2011 Roma, Temple University, Il mondo è delle donne: artiste a Roma tra gli anni '70 ed oggi
- 2011 Bondo (TN) , Chiesa di S. Barnaba, L'arte nell'antica chiesa di S. Barnaba
- 2011 Roma, Monserratoarte900, Capolavori ritrovati. Egli artisti della biennale di Venezia della Galleria Monserratoarte900
- 2011 Roma, Smac, Casa di bambola
- 2011 Lecco, Museo Civico Torre Viscontea, Nascondi la pietra che Caino non la trovi
- 2011 Roma, Monserratoarte900, Prima della Quaresima uomini Santi Dei pagliacci
- 2010 Firenze, Reali Poste degli Uffizi, Autoritratte. Artiste di capriccioso e destrissimo ingegno
- 2010 Roma, Monserratoarte900, Nel giorno dell'Immacolata Concezione a voi diamo la bellezza nella perversione della forma
- 2010 Roma, Galleria La Nuova pesa Centro per l'Arte Contemporanea, 25 anni con La Nuova Pesa. Anniversario d'arte e di amicizia
- 2010 Roma, Galleria La Nuova Pesa Centro l'arte Contemporanea, che cento fiori sboccino...
- 2010 Roma, Sala Margana, Buoni incontri di cattive ragazze...cattive ragazze di buoni incontri
- 2009 Roma, Infissi, Benefit show, progetto a sostegno della Casa Internazionale delle donne
- 2009 Roma, Monserratoarte900, Zoccole
- 2009 Roma, Museo fondazione Venanzo Crocetti, pittura e fotografia (segno e scatto)
- 2009 Roma, Museo di Roma in Trastevere, Roma: luogo della memoria, luogo della visione
- 2009 Roma, Monserratoarte900, Nostro fratello Gesu'
- 2009 Roma, Monserratoarte900, Frammenti d'amore
- 2009 Roma, Auditorium- Parco della Musica, Donne di Roma 2008
- 2009 Roma, Monserratoarte900, Nascondi la pietra che Caino non la trovi
- 2009 Roma, Ex Magazzini Generali- ISA Istituto Superiore Antincendi, Impronta globale
- 2009 Roma, Galleria Il Narciso
- 2009 Roma, Galleria Giulia, In ricordo di Carla Mendini
- 2007 Roma, Galleria Il Narciso, Arcobaleno e pentagramma
- 2007 Cassino (FR), Biblioteca Comunale Pietro Malatesta, V Biennale del libro d'artista Città di Cassino
- 2007 Roma, Museo Hendrik C. Andersen, Autobiografia/autoritratto: sette artiste a confronto
- 2007 Roma, GNAM Galleria Nazionale di Arte Moderna, Goffredo Parise e gli artisti
- 2007 Mirano (VE), Barchessa di Villa Giustinian Morosini, Il merito e la fama
- 2007 Roma, Spazio Blu, K. Ama Sutra
- 2006 Roma, Valentina Bonomo Arte Contemporanea,  Grazie per una Volta
- 2006 Roma, Monserratoarte900, Ascolta uomo
- 2006 Roma, Galleria cortese &Lisanti, Donne d'arte
- 2006 Torino, Galleria Luxardo, Lingotto Fiere, Artissima 13
- 2005 Roma, Galleria Giulia, Collettiva
- 2004 Cosenza, casa delle Culture, L'arte dei ciliegi. Omaggio a Cechov
- 2004 Roma, Villa Sgaravatti, Outart
- 2004 Roma, Festival Internazionale di fotografia, Istituto nazionale per la Grafica, Palazzo della
- Calcografia, La dura bellezza
- 2003 Roma, Galleria Maniero, Quattro
- 2003 Ancona, Lazzaretto, Carte di Artemisia
- 2003 Roma, Galleria A.A.M. Architettura Arte Moderna, On paper. Attraverso disegno
- 2003 Roma, Galleria Giulia, Cercaricerca
- 2003 Roma, Villa medici, Academie de France à Rome, Incontri… dalla collezione Gabriella Lonardi Buontempo
- 2002 Roma, Studio Angeletti, L'arte non è merce geneticamente modificata
- 2002 Galleria A.A.M. Architettura Arte Moderna, Tutti giù per terra
- 2002 Roma, Museo Hendrik C. Andersen, Amicizia e memoria
- 2002 Roma, Galleria Giulia, Nudi d'autore
- 2002 Roma, Galleria Giulia e Museo Laboratorio Arte Contemporanea, Arte e Scienza. Le biotecnologie nel dibattito scientifico e nell'immaginario
- 2002 Roma, Biblioteca Casanatense,  Theke
- 2001 Termoli (CB), Galleria Civica d'Arte Contemporanea, Mail Art
- 2001 Roma, Galleria A.A.M. Architettura Arte Moderna, Oggetti smarriti e ritrovati
- 2001 Roma, Galleria Giulia, Natura altrove
- 2001 Gala di Barcellona (ME), Museo della Mattonella d'Arte
- 2001 Roma, Politeama Gallery, Omaggio a Trilussa
- 2001 Roma, Galleria A..A.M. Architettura Arte Moderna, Cash &Carry: il magazzino d'arte
- 2000 Roma, Galleria Giulia, Epifania
- 2000 Roma, Galleria A.A.M. Architettura Arte Moderna, Microcosmi ideali
- 2000 Roma, Galleria Pio Monti, Della notte
- 2000 Napoli, Palazzo Reale, Cartoline per Napoli
- 1999 Roma, Galleria Comunale d'Arte Moderna e Contemporanea, Lavori in corso 7
- 1999 Palazzo delle Esposizioni, Quadriennale Nazionale d'Arte. Proiezioni 2000. Lo spazio delle arti visive nella civiltà multimediale
- 1999 Roma. Politecnico Arte/Ankara, Istituto Italiano di Cultura/ Istanbul, Yanus Emre/ Rabat, Istituto Italiano di Cultura, Carissime nemiche
- 1999 Roma, Studio d'Arte Contemporanea Change, Effetto Domino
- 1998 Roma, Galleria dei Greci, Formato pocket
- 1998 Roma, Equilibri Precari, Poco più
- 1998 Roma, Galleria Nazionale d'Arte Moderna, Arte a Roma negli anni Sessanta. Una collezione, un dono
- 1998 Roma, Galleria Athena Arte, D x D
- 1998 Conegliano Veneto (TV), Palazzo Sarcinelli, Una donazione per un nuovo museo
- 1998 Roma, Galleria Il Segno, Il segno di diario
- 1998 Palermo, Orto Botanico/ Il Cairo, Istituto di Cultura, Palme d'autore
- 1997 Serravezza (LU), Palazzo Mediceo, Il Girasole trent 'anni dopo
- 1997 Roma, Palazzo delle Esposizioni, Sandro Penna, poeta a Roma
- 1997 Roma, Galleria d'Arte Navona, Colori su Fonopoli
- 1996 Mirano (VE), Riviere Spazio d'Arte, Pagine in parete
- 1996 Lakeland (Florida, USA), Polk Museum of Art, Transiti italiani
- 1996, Roma Galleria Because I love, Le cadavre exquis
- 1996 Roma, Art Gallery Banchi Nuovi, L'arte è donna
- 1996 Comiso (RG), Galleria degli Archi, L'altra metà del cielo
- 1996 Roma, Gilda, 360' proiezioni d'arte
- 1996 Roma,  Liberamente, Incartati. Fantasie di cartone
- 1996 Sangemini (TR), Studio Watts, Le case del cuore
- 1995 Roma, Palazzo delle Esposizioni, La parola e lo sguardo
- 1995 Bologna, Forni Tendenze, Continuità del talento
- 1995 Bolzano, Parkhotel Laurin, Damen Salon
- 1995 Venezia, Scuola Internazionale di Grafica, Identità e differenza
- 1995 Beijing, Istituto Culturale dell'ambasciata Italiana e Wan Fung Gallery, Women and the Arts in Italy
- 1995 Bologna, Forni Tendenze. Figure della pittura. Arte in Italia 1956-1968
- 1995 Oderzo (TV), Palazzo Foscolo. Collettiva
- 1994 Roma, Galleria Il Narciso, Il gioco della dama
- 1994 Roma, Galleria capo de' Fiori, Roma, o cara
- 1994 Bolzano, Galleria Spatia, 15 anni
- 1994 Roma, Galleria dell'oca, Per Goffredo Parise. Artisti
- 1994Torrimpietra (RM), Centro Breccia, Solstizio
- 1994 Paris,  Passage de Retz, Art- Energie
- 1994 Francavilla al Mare (CH), XLVI Premio Michetti. Storie di pittura
- 1993 Roma, Società Lunare, Figure del giorno e della notte
- 1993 Mantova Palazzo Ducale/ Stra (VE). Villa Pisani/ Praha, Istituto Culturale italiano, Guido, i'vorrei…
- 1993 Roma,  Galleria la Nuova Pesa,  Faccia a facce
- 1993 Beijing, Rassegna Internazionale della Cultura Italiana, Trasparenze dell'arte italiana sulla via della carta
- 1993 Spoleto, Ex Carcere del Santo Uffizio/ Pesaro, Palazzo Toschi Mosca, Straniati Stracci
- 1992 Roma, Galleria grafica dei Greci, Rara collezione di opere informali: 1959- 1990
- 1992 New York, The City University of New York, America/ Italy: A Visual Dialogues that Continues
- 1992 Firenze, Fortezza da Basso, Ipotesi per una collezione
- 1991 Roma, Galleria il Narciso, Frammenti di memoria
- 1991 Roma, Galleria Rondanini, Percorsi ininterrotti dell'arte
- 1991 Roma, Casa della Città, La casa di vetro. Fotografie di tredici autori italiani
- 1991 Bolzano, Museo d'Arte Moderna, Beauty in difficult. Homage to Ezra Pound
- 1991 Roma, Circolo degli Artisti, Artae
- 1991 Bolzano, Galleria Spatia, Ex-libris
- 1991 Roma, Studio Sotis, Essenze
- 1991 Ponte di Piave(TV), Casa della Cultura Goffredo Parise, Omaggio a Goffredo Parise
- 1990 Innsbruck, Ferdinandeum, Tiroler Landesmuseum/Bolzano, Museo d'Arte Moderna, Tirol von Aussen
- 1990 Galleria Civica, Raccolta del disegno contemporaneo, acquisizioni 1990
- 1989 Milano, XXXI Biennale Nazionale d'Arte Città di Milano
- 1989 Bolzano, Galleria Spatia, Vienna-Vienna
- 1989  Roma, Galleria Gregory, Pittori di notte
- 1989 Reggio Emilia, Chiostri di San Domenico, Sala delle Carrozze, Figure e forme dell'immaginano femminile
- 1989 Roma, Galleria Arco di Rab, Ubi minor, ibi maior
- 1989 Narni, Auditorium San Domenico, Carta x carta
- 1987 Roma, Galleria Giulia, Collezione Privata
- 1987 Roma, Galleria Gregory, Cuore di pittore
- 1986 Roma, palazzo dei Congressi, XI Quadriennale Nazionale d'Arte come scrittura
- 1986 Roma, Galleria Giulia, Quindici anni
- 1984 Roma, Opera Universitaria, Alternanze
- 1984 Roma, Palazzo Rivaldi, La macchina della memoria
- 1984 Bolzano, Galleria Spatia, 5 anni
- 1983 Udine, Opera Aperta. Rassegna d'Arte Contemporanea 1960-1980
- 1983 Roma, Centre Culturel Français, Romances sans Paroles
- 1982 Roma, Galleria Grafica dei Greci, EX-Libris
- 1982 Paris, Istituto Culturale Italiano, Expotition de Quatres Peintres Romaines
- 1982 Paris, Maison de la Culture de St- Etienne, Livres d'art et d'artistes
- 1981 Roma, Galleria Nazionale d'Arte Moderna, Arte e Critica 1981
- 1981 Baden- Baden, II Biennale della Grafica europea
- 1981 Roma, Libreria Giulia, La biblioteca di un principe eccentrico
- 1981 Roma, Libreria Giulia, La bella e la bestia
- 1979 Milano, Galleria Bergamini, L'altra satira
- 1979 Bolzano, Galleria il Sole, Mostra n. 100
- 1978 Roma, Centro Morandi, L'altra faccia della luna
- 1978 Roma, Libreria Giulia, A che serve un libro senza figure?
- 1978 Beirut, Esposizione Internazionale d'Arte
- 1978 Termoli, Premio Castello Svevo
- 1977 Roma, Galleria Giulia
- 1977 Firenze, Mater Maria
- 1977 Ravenna, Pinacoteca comunale, Segno-Identità
- 1977 Roma, Galleria dell'Oca
- 1976 Roma, Galleria il Segno
- 1976 Roma, Galleria Giulia
- 1976 Roma, Galleria la Nuova Pesa
- 1976 Milano, Palazzo della Permanente, Mostra del disegno e della piccola scultura
- 1975 Wien, Palais Paiffy, Der Mythos der Frau
- 1975 Verona, Galleria Ferrari, Proposta di sei artisti
- 1973 Milano, Galleria le Ore, XI Premio del Disegno
- 1973 Bologna, Museo Civico, Arte Contemporanea 1973
- 1972 Södertälje (Svezia), Museo Södertälje, Grafica Italiana
- 1971 Arezzo, Galleria Comunale d'Arte Moderna/Imola, Chiostri di san Domenico, Per copia conforme
- 1971 Capo d'Orlando (ME), Premio Capo d'Orlando
- 1967 Roma, Galleria Il Girasole, Autoverifica
- 1966 Milano, Galleria le Ore
- 1966 Spoleto, Collettiva il Girasole
- 1965 Roma, Galleria il Girasole
- 1965 Roma, V Rassegna delle Arti Figurative di Roma e del Lazio
- 1965 Roma/ Reggio Emilia/ Parma/ Ferrara, Prospettive
- 1964 Milano, Premio san Fedele
- 1964 Prato, Premio Città di Prato
- 1964 Paderno Dugnano (MI), Premio Paderno Dugnano
- 1963 Roma, IV Rassegna delle Arti Figurative di Roma e del Lazio
- 1963 Palermo, Premio Sicilia Industria
- 1963 Palermo- Tunisi, Mostra Nazionale del Piccolo Dipinto
- 1962 Recoaro Terme (VI), Biennale Nazionale del Disegno
- 1962Gubbio (PG), Premio Gubbio
- 1961 San Marino, III Biennale Repubblica di San Marino
- 1961Marsala (TP), Premio Città di Marsala
- 1961 Roma, III Rassegna delle Arti Figurative di Roma e del Lazio
- 1959 Roma, VII Quadriennale Nazionale d'Arte